# Rascadora
Una rascadora, raspadora o gratadora és un útil lític prehistòric fabricat sobre una lasca (en sentit ampli), amb una o diverses vores treballades per retocs, generalment escamosos i monofacials (tot i que hi ha excepcions), continus i molt regulars, que solen ocupar tota la vora de la lasca, formant un front funcional (tall) uniforme, sense irregularitats (còncau, rectilini o convex), que va poder servir tant per gratar (raspar: moviment transversal), com per tallar (moviment longitudinal).
Apareixen durant el Paleolític inferior i són molt típiques del Paleolític mitjà (Musterià) i es fan menys freqüents en el Paleolític superior.

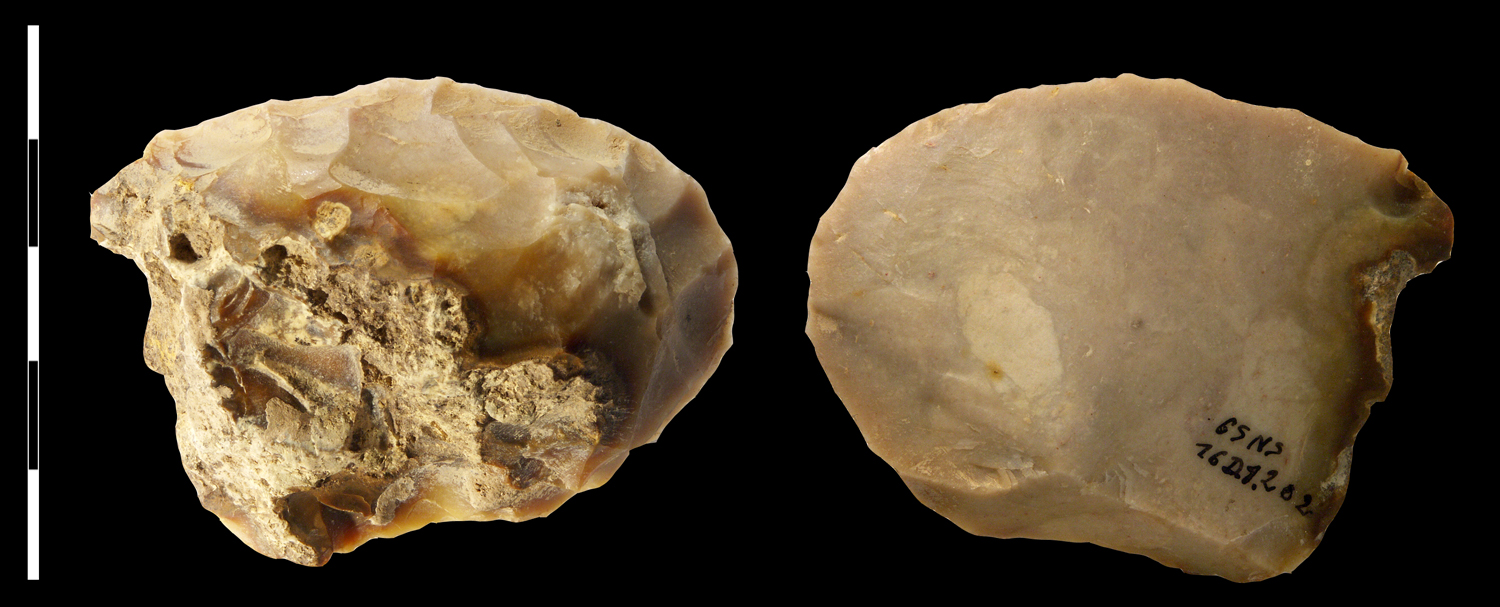
Rascadora transversal de sílex